# Гарсия, Амалия
Амалия Долорес Гарсиа Медина (исп. Amalia Dolores García Medina; род. 6 октября 1951) — мексиканский политик, бывший губернатор штата Сакатекас.

## Биография
Гарсия родилась в семье политика. Когда ей было пять лет, её отец Франсиско Гарсия Эстрада был избран губернатором их родного штата Сакатекас, представляя правящую Институционно-революционную партию.
Однако Амалия не пошла по его стопам, а вместо этого вступила в запрещённую Мексиканскую коммунистическую партию Мексики (МКП), став свидетелем студенческих восстаний 1968 года и их жестокого подавления властями (бойни в Тлателолько).
Она получил степень по социологии в Национальном автономном университете Мексики и степень по истории в Высшем автономном университете Пуэблы.

## Политическая карьера
Со временем её политическая позиция, оставаясь левой, стала более умеренной, и Гарсия сыграла ключевую роль в превращении МКП в «неокоммунистическую» партию. В составе компартии в 1981 году она влилась в новую Объединённую социалистическую партию Мексики, а в 1987 году на непродолжительный срок — в Мексиканскую социалистическую партию. С последней она в 1989 году стала одной из основателей новой левой Партии демократической революции.
В 1990-х годах она была депутатом и сенатором от ПДР. В 1996 году баллотировалась (безуспешно) на пост президента партии; она вновь выставила в 2000 году и была избрана на этот высший партийный пост.
Являлась одним из пионеров борьбы за права женщин, в том числе квот в политике, права решать вопрос о материнстве и противодействия семейному насилию: будучи депутатом, с 1988 по 1991 год она была одним из инициаторов нового уголовного законодательства, квалифицирующего изнасилование, домашнее насилие и сексуальное домогательство как тяжкие преступления. В качестве президента Комиссии по безопасности Законодательного собрания Мехико в период с 1991 по 1994 год она боролась с коррупцией в полиции, рейдами против молодёжи, насилием против женщин и ЛГБТИ-сообщества и продвигала закон, учредивший первую Комиссию прав человека Мехико. С 1997 по 1999 год была сенатором республики. Также была президентом Миграционного комитета Социалистического Интернационала.
24 июня 2018 года она покинула ряды ПДР после 29 лет деятельности, заявив, что «цели и ценности, обеспечивавшие авторитет и сплочённость партии, размылись, а великие дискуссии об идеях, которые составляли одну из её сильных сторон, были полностью заменены борьбой за передел кресел».

## Губернатор Сакатекаса

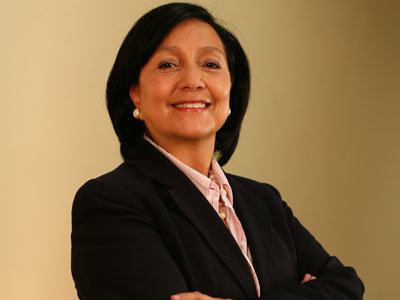
Амалия Гарсия в должности губернатора

В 2003 году она была выбрана кандидатом от ПДР на губернаторских выборах 2004 года в Сакатекасе. На выборах 4 июля 2004 года она одержала убедительную победу, и 12 сентября 2004 года была приведена к присяге как первая женщина-губернатор Сакатекаса. Её поддержал и бывший губернатор штата Хосе Гваделупе Сервантес Корона, отказавшийся от своего членства в ИРП, чтобы поддержать Гарсию.
Она была пятой женщиной, которая занимала пост губернатора мексиканского штата. Ранее женщинами-губернаторами были Гризельда Альварес (Колима, 1979—1985), Беатрис Паредес (Тласкала, 1987—1992), Дульсе Мария Саури (Юкатан, 1991—1994), Росарио Роблес Берланга (Федеральный округ, 1999—2000).